# Pamjatniki filossofskoi mysli
Pamjatniki filossofskoi mysli (russisch Памятники философской мысли, wiss. Transliteration Pamjatniki filosofskoj mysli; „Denkmäler des philosophischen Denkens“) ist eine russischsprachige philosophische Buchreihe mit internationalen philosophischen Texten die seit 1978 vom Nauka-Verlag unter der Schirmherrschaft des Instituts für Philosophie der Akademie der Wissenschaften der UdSSR und der Russischen Akademie der Wissenschaften herausgegeben wurde. 2008 wurde der letzte Band der Reihe veröffentlicht.
Ein erheblicher Teil der in der Reihe veröffentlichten Texte wurde entweder erstmals, neu oder vollständig (im Vergleich zu früheren Veröffentlichungen) ins Russische übersetzt. Die Bände erschienen in uneinheitlichem Format.

## Bände
Die folgende Kurzübersicht zu Verfassern und Titeln erhebt keinen Anspruch auf Aktualität oder Vollständigkeit (die Bände wurden überwiegend alphabetisch sortiert, von einigen der Bände erschienen hier nicht erwähnte 2. Auflagen):
- Arnauld, A.: Logik oder die Kunst des Denkens / A. Arnauld, P. Nicole.
- Boethius: „Trost der Philosophie“ und andere Abhandlungen
- Cicero: Philosophische Abhandlungen
- Comenius, J. A.: Aufsätze.
- Erasmus von Rotterdam: Philosophische Werke.
- Feuerbach, L.: Werke. In 2 Bänden
- Fragmente früher griechischer Philosophen. Teil 1[1]
- Hegel, G.W.F: Politische Werke
- Hegel, G.W.F: Phänomenologie des Geistes.
- Graßmann, H.: Logik und Philosophie der Mathematik. Favoriten
- Kant, I.: Kritik der reinen Vernunft.
- Kant, I.: Abhandlungen und Briefe.
- Anthologie des Kynismus. Fragmente der Schriften kynischer Denker.
- Mandeville, B.: Die Bienenfabel. Oder Private Laster als gesellschaftliche Vorteile
- Philosophie in der Enzyklopädie von Diderot und d’Alembert
- Schopenhauer, A.: Über die vierfache Wurzel ... Die Welt als Wille und Vorstellung. Kritik der Kantischen Philosophie. In 2 Bänden
- Tschaadajew, P. Ja.: Sämtliche Werke und ausgewählte Briefe. In 2 Bänden
- Xenophon: Erinnerungen an Sokrates.
- Valla, L.: Über wahres und falsches Gutes. Über den freien Willen
- Voltaire: Philosophische Schriften.